# Cassytha capillaris
Cassytha capillaris är en lagerväxtart som beskrevs av Carl Daniel Friedrich Meisner. Cassytha capillaris ingår i släktet Cassytha och familjen lagerväxter. Inga underarter finns listade i Catalogue of Life.